# Batalla de Quilacura
La batalla de Quilacura fue un combate nocturno en la guerra de Arauco, llevado a cabo a cuatro leguas del río Biobío, entre la expedición española de Pedro de Valdivia y una fuerza de guerreros mapuches, liderada por el toqui Malloquete, el 11 de febrero de 1546. Esta batalla ocurrió en el marco de la primera expedición de Valdivia al sur del río Itata. Según los apuntes de Góngora Marmolejo, en la batalla participaron más de 8.000 personas.

## La batalla
En Quilacura Valdivia batió inicialmente a 200 indígenas que huyeron despavoridos, pues jamás habían visto a hombres blancos ni caballos, pero durante la noche, a no más de 13 leguas (unos 63 km) de Penco, sobre el campamento español se dejó caer repentina y sorpresivamente el grueso de la fuerza indígena: ésta estaba constituida por tribus dirigidas por sus caciques bajo el mando del toqui Malloquete, pero sin un plan de ataque organizado, por lo que los aborígenes se retiraron después de varias horas de combate, en el que posiblemente participaron unos 8 mil hombres.
Valdivia levantó su campamento apresuradamente llegando al otro día a las tierras del cacique de la región de Andalién. Recorrió las riberas del Biobío en el lugar en que hoy está ubicada Concepción. Había inquietud entre su gente por la rudeza del ataque y el exceso de población de indígenas en la región.
El ejército enemigo lo venía rastreando sigilosamente desde Quilacura, engrosado por las tribus que se iban sumando a su paso a la  fuerza principal (alcanzando unos 20 mil hombres). De pronto, sorpresivamente, Valdivia se vio en peligro de ser rodeado y se refugió junto a sus hombres en Penco (donde fundaría Concepción 4 años más tarde).
Hizo encender fogatas en el campamento y a medianoche lo abandonó aceleradamente sin parar hasta llegar a Santiago. Valdivia comprendió que la próxima vez, había que hacer el intento con más fuerzas, para lo cual había que atraer a caciques como Michimalongo y conseguir refuerzos en el Perú. Cuando los mapuches cayeron sobre el campamento no encontraron a nadie. Los españoles se les habían escapado por los caminos de la costa.
Pedro de Valdivia volvió después de cuatro largos años y los derrotó en las batalla de Andalién y la batalla de Penco, e inició la fundación de varias ciudades en el territorio mapuche.

## Relato de Crónicas Históricas
Valdivia relata esta batalla como sigue:
"... A once de hebrero [febrero] del dicho año, partí e [y] caminé hasta treinta leguas, que era la tierra que nos servía y habíamos corrido; pasadas diez leguas adelante, topamos mucha poblazón [población], y a las diez e [y] seis, gente de guerra que nos salían a defender los caminos y pelear, y nosotros corríamos [recorriamos]  la tierra, y los indios que tomaban los enviaba por mensajeros a los caciques comarcanos, requeriéndolos con la paz. Y un día por la mañana salieron hasta trescientos indios a pelear con nosotros, diciendo que ya les habían dicho lo que queríamos, y que éramos pocos y nos querían matar; dimos en ellos y matamos hasta cincuenta, e [y]  los demás huyeron.

Aquella misma noche, al cuarto de la prima, dieron sobre nosotros otros siete o ocho mill [mil] indios, y peleamos con ellos más de dos horas, e[y]  se nos defendían bravamente, cerrados en un escuadrón, como tudescos: al fin dieron lado, y matamos muchos dellos[de ellos] y al capitán que los guiaba. Matáronnos [Nos mataron] dos caballos y [e]  hirieron cinco o seis y a otros tantos cristianos. Huídos los indios, entendimos lo que quedaba de la noche en curar a nuestros caballos y a nosotros; y otro día anduve cuatro leguas e [y] di en un río muy grande, donde entra en la mar, que se llama Biubíu [Bio Bio]  que tiene media legua de ancho. Y visto buen sitio donde podía poblar y la gran cantidad de los indios que había, y que no me podía sustentar entrellos [mantener entre ellos] con tan poca gente; y supe que toda la tierra, desta [de esta] parte e [y]  de aquella del río, venía sobre mí, y, a sucederme algún revés, dejaba en aventura de perderse todo lo de atrás, di la vuelta a Santiago dentro de cuarenta días que salí dél [de el], con muy gran regocijo de los que vinieron comigo e [conmigo y] quedaron a la guarda de la ciudad, viendo y sabiendo teníamos tan buena tierra cerca y tan poblada, donde les podía pagar sus trabajos en remuneración de sus servicios".
Por su parte, Vivar relata esta batalla como sigue:
"... E toda esta gente traía a su cargo un capitán que se llamaba Malloquete, de parte de un gran señor que se llamaba Andalién, el cual le había mandado que viniese a pelear con nosotros y que no dejase la guerra hasta dar fin a todos los cristianos, o morir sobre la defensa de la entrada de su tierra, lo cual amonestaba con buenas razones este Malloquete a los indios que se le iban. Y viendo que no aprovechaba todo lo que les decía ni podía decir, dejó ir hasta cuatro mil indios y dijo que con seis mil indios que le quedaba, que eran los escogidos, matarían a todos los españoles y cumpliría con el mandato de su señor.
Tenía el general asentada su ranchería e alonjamiento encima de una loma, que de una y otra parte pasaba dos quebradas agras. Y acaso la luna era de cinco días, y púsose el primer cuarto, y acabado de se poner, dieron los indios en los cristianos tan sin temor, como si muchas veces lo hubieran usado, dando grandes alaridos como lo usan, que demostraban ser cincuenta mil indios. Saliéronles al encuentro cuatro españoles, que se decían Alonso de Córdoba y Joan de Gangas y Gaspar Orense y Joan de Cepeda, que eran de ronda con sus espadas y rodelas y morriones, y detuviéronles su furia. Y en el entretanto salió el general con los demás españoles y pelearon animosamente, estando en su escuadrón cerrado los indios tan fuertes como si fueran tudescos.

Duró esta batalla gran pieza de la noche, y al fin fueron los indios rompidos y muertos el capitán Malloquete y hasta doscientos indios. Ellos mataron dos caballos e hirieron doce españoles. Vencida la batalla, quedando como quedaron por señores del campo, los españoles curaron los heridos".

## Localización de Quilacura
Los castellanos probablemente buscaban la bahía de Penco, cuya latitud probablemente les señaló Pastene, y que sería ideal para establecer una ciudad. Cuando se encontraban entre los ríos Andalién y Biobío se produjo la batalla. No se conoce la localización exacta del sitio de la batalla, sin embargo se tienen las siguientes tres referencias:
- Lobera (Crónica del reino de Chile, Cap. XVII) dice ese Quilacura, es trece leguas del puerto moderno de Penco.
- Valdivia (Carta, 15 de octubre de 1550) dice que habían viajado 30 leguas de Santiago, y luego 10 leguas más allá, que fue donde ocurrió la batalla. Dice que el día siguiente de la batalla viajaron cuatro leguas hasta llegar al río Biobío. Esto sugiere que el sitio de la batalla se encuentra a unos 20 km al noreste de dicho río.
- Vivar (Crónica, Capítulo LXV) dice que la expedición venía de Santiago, que cruzó el río Itata, y que al día siguiente de la batalla salió de aquel sitio y caminó cuatro leguas, y llegó al valle del cacique Andalién, y cruzaron el río Andalién. Y que se acercaron a otro río ancho y caudaloso, el Biobío.

Esto sugiere que el sitio de la batalla está a unos 20 km al noreste del río Biobío, al norte del río Andalién de la época (que tal vez no coincida con el cauce que actualmente se conoce con ese nombre, sino con algún otro de varios ríos que se encuentran en el área), y tal vez en las cercanías de la actual ciudad de Yumbel.